# 5989 Sorin
5989 Sorin è un asteroide della fascia principale. Scoperto nel 1976, presenta un'orbita caratterizzata da un semiasse maggiore pari a 2,1595160 UA e da un'eccentricità di 0,1860389, inclinata di 1,86351° rispetto all'eclittica.